# Джойс, Уильям (писатель)
Уильям Эдвард Джойс (англ. William Edward Joyce, род. 11 декабря 1957 г. в Шривпорте, Луизиана, США) — американский писатель, иллюстрирующий свои книги. Принимал участие в создании фильмов «История игрушек», «Приключения Флика», «Фантастические летающие книги мистера Морриса Лессмора».